# جینی میسون
جینی میسون (انگلیسی: Jeanine Mason؛ زادهٔ ۱۴ ژانویهٔ ۱۹۹۱) هنرپیشهٔ اهل ایالات متحدهٔ آمریکا است. وی از سال ۲۰۰۹ میلادی تاکنون مشغول فعالیت بوده‌است. از فیلم‌ها و سریال‌هایی که او نقش داشته می‌توان به از پادشاهان و پیامبران، روزول، نیومکزیکو، آناتومی گری اشاره کرد.